# Eén voor Allen
Eén voor Allen (EVA) was een Belgische lokale politieke partij te Boom.

## Geschiedenis
Deze anarchistische partij werd opgericht door Solange Fonteyne en Bart Goovaerts in de aanloop naar de gemeenteraadsverkiezingen van 2012. De partij overtuigde 0,8% van de kiezers, onvoldoende voor een zetel in de Boomse gemeenteraad.